# Finale de la Ligue des champions de la CAF 1999
La finale de la Ligue des champions de la CAF 1999 est un match de football disputé en aller-retour, opposant l'équipe marocaine du Raja Club Athletic à l'équipe tunisienne de l'Espérance sportive de Tunis. Les rencontres sont jouées le 27 novembre 1999 au stade Père-Jégo de Casablanca, au Maroc, puis le 12 décembre 1999 au stade olympique d'El Menzah de Tunis, en Tunisie.

## Parcours des finalistes
Note : dans les résultats ci-dessous, le score du finaliste est toujours donné en premier (D : domicile ; E : extérieur).

## Match aller
| 27 novembre 1999 | Raja Club Athletic | 0 - 0   | ES Tunis | Stade Père-Jégo, Casablanca                                              |                                                                          |
| 17 h 00          |                    | (0 - 0) |          | Spectateurs : 10 000 Arbitrage : Mathabella Petros Arbitres assistants : | Spectateurs : 10 000 Arbitrage : Mathabella Petros Arbitres assistants : |
| 17 h 00          | Rapport            |         |          | Spectateurs : 10 000 Arbitrage : Mathabella Petros Arbitres assistants : | Spectateurs : 10 000 Arbitrage : Mathabella Petros Arbitres assistants : |

## Match retour
| 12 décembre 1999 | ES Tunis                                   | 0 - 0             | Raja Club Athletic                                 | Stade olympique d'El Menzah, Tunis                                            |                                                                               |
| 17 h 00          | Azaiez                                     | (0 - 0)           |                                                    | Spectateurs : 50 000 Arbitrage : Manuel Monteiro Duarte Arbitres assistants : | Spectateurs : 50 000 Arbitrage : Manuel Monteiro Duarte Arbitres assistants : |
| 17 h 00          | Rapport                                    |                   |                                                    | Spectateurs : 50 000 Arbitrage : Manuel Monteiro Duarte Arbitres assistants : | Spectateurs : 50 000 Arbitrage : Manuel Monteiro Duarte Arbitres assistants : |
| 17 h 00          | Badra · Kanzari · Gabsi · Chihi · El Ouaer | Tirs au but 3 - 4 | Khoubache · El Karkouri · Safri · Aboub · El Himer | Spectateurs : 50 000 Arbitrage : Manuel Monteiro Duarte Arbitres assistants : | Spectateurs : 50 000 Arbitrage : Manuel Monteiro Duarte Arbitres assistants : |